# 주앙 카를루스 핀투 샤베스
주앙 카를루스 핀투 샤베스(브라질 포르투갈어: João Carlos Pinto Chaves, 1982년 1월 1일 ~, 브라질 리우데자네이루)는 브라질의 전 축구 선수이다. 현역 시절 포지션은 센터백이었다.